# Lenguas huastecas

Genealogía de las lenguas mayenses.

Las lenguas huastecas de México son la rama más divergente de la familia de lenguas mayenses. Está formada por dos lenguas, el huasteca y el chicomucelteca.
La lengua huasteca es hablada en el norte de la costa del golfo de México, en los estados de San Luis Potosí, Veracruz y Tamaulipas, y la lengua chicomucelteca es hablada en el sureste de Chiapas. En la década de 1980 se extinguió oficialmente.[cita requerida]